# Konkubine Liang
Konkubine Liang (Geburtsname unbekannt; * 62; † 83), postumer Titel Kaiserin Gonghuai (sanfte und rechtschaffene Kaiserin), war eine kaiserliche Konkubine des Kaisers Zhang der Han-Dynastie. Sie brachte ihm den Sohn Liu Zhao zur Welt, der von der Kaiserin Dou adoptiert wurde. Erst als er später als Kaiser He von Han über das Kaiserreich China regierte, erfuhr er von seiner wahren Abstammung.
Konkubine Liang war eine Tochter von Liang Song, dem Sohn eines Beamten unter Kaiser Guangwu: Liang Tong. Als sie 15 Jahre alt war, wurden sie und ihre ältere Schwester im Jahre 77 Konkubinen des Kaisers Zhang (der damals 20 Jahre alt war).
Als Liangs Sohn Liu Zhao von Kaiserin Dou adoptiert wurde, hatte Kaiser Zhang schon einen Sohn namens Liu Qing von seiner Lieblingskonkubine Song, den er zum Kronprinzen erhoben hatte. Kaiserin Dou verleumdete die Konkubine Song und ihre Schwester, die 82 zum Selbstmord gezwungen wurden.
Die Liang-Sippe wagte es nicht, offen zu feiern, aber sie waren über die Entwicklung sehr froh. Kaiserin Dou und ihre Familie waren nicht angetan und verleumdeten auch Liang Song, um sicherzustellen, dass die Liang-Sippe keinen Einfluss gewann. Liang Song wurde eingekerkert und starb 83. Seine Familie wurde in das heutige nördliche Vietnam verbannt. Konkubine Liang und ihre Schwester starben (wahrscheinlich 83) in Trauer. Ihr Sohn bestieg 88 in dem Glauben den Thron, die Kaiserinwitwe Dou sei seine Mutter.
Nachdem Kaiserinwitwe Dou 97 gestorben war, verrieten Beamte dem Kaiser seine wahre Herkunft. Dieser weigerte sich, die Kaiserinwitwe Dou postum zu degradieren, und ließ vielmehr seine Mutter und Tante mit großen Ehren erneut bestatten. (Allerdings nicht bei seinem Vater, denn diese Ehre war der Kaiserinwitwe vorbehalten.) Er verlieh seiner Mutter posthum den Titel einer Kaiserin, mit dem posthumen Namen Gonghuai. Dieser Titel wurde jedoch im Jahr 190 während der Herrschaft von Kaiser Xian von Han wieder aberkannt.